# 全日本吹奏楽連盟
一般社団法人全日本吹奏楽連盟（ぜんにほんすいそうがくれんめい、All Japan Band Association）は、日本の吹奏楽の振興を目的として1939年11月11日に設立された。日本の吹奏楽界で最大の連盟組織である。創立当時は「大日本吹奏樂聯盟」という名称であった。戦後1954年11月14日に「全日本吹奏楽連盟」となり、1973年4月1日に社団法人化、2013年4月1日に一般社団法人へと移行し現在に至る。元文部科学省文化庁所管。

## 目的
第3条 この法人は、吹奏楽及び管・打楽器による音楽の普及・向上を図り、もってわが国の芸術文化の発展に寄与することを目的とする。

## 事業
第4条 この法人は、前条の目的を達成するために次の事業を行う。

(1)全日本吹奏楽コンクールの開催
(2)全日本小学生バンドフェスティバルの開催
(3)全日本マーチングコンテストの開催
(4)全日本アンサンブルコンテストの開催
(5)吹奏楽祭、講習会、研究会などの開催
(6)指導者の育成
(7)吹奏楽などの楽曲創作の奨励及び普及
(8)吹奏楽などの楽譜の刊行及び録音物、録画物の原盤の制作
(9)吹奏楽などの普及事業への助成
(10)国民文化祭の共催及び国民文化祭への助成
(11)その他、この法人の目的を達成するために必要な事業

## 連盟概要
2012年10月1日現在、全日本吹奏楽連盟は、11の支部（「組織構成」を参照のこと）、62人の正会員（主に府県連盟の代表者）、56社の維持会員から成り立っている。
- 代表
全日本吹奏楽連盟理事長 石津谷治法　（2021年5月29日就任）
- 役員
  - 顧問2名、相談役1名、名誉会員19名
  - 理事長1名、副理事長1名、常任理事7名、理事11名、監事2名
  - 支部長11名
- 事務所
〒102-0075　東京都千代田区三番町24　林三番町ビル5階

## 組織構成
| 北海道支部 | 札幌地区、函館地区、空知地区、旭川地区、名寄地区、留萌地区、稚内地区、北見地区、日胆地区、帯広地区、釧路地区 |
| 東北支部   | 青森県、岩手県、宮城県、秋田県、山形県、福島県                                                               |
| 東関東支部 | 茨城県、栃木県、千葉県、神奈川県                                                                             |
| 西関東支部 | 群馬県、埼玉県、新潟県、山梨県                                                                               |
| 東京支部   | 東京都小学校、東京都中学校、東京都高等学校、東京都大学、東京都職場、東京都一般                               |
| 北陸支部   | 富山県、石川県、福井県                                                                                       |
| 東海支部   | 長野県、岐阜県、静岡県、愛知県、三重県                                                                       |
| 関西支部   | 滋賀県、京都府、大阪府、兵庫県、奈良県、和歌山県                                                             |
| 中国支部   | 鳥取県、島根県、岡山県、広島県、山口県                                                                       |
| 四国支部   | 徳島県、香川県、愛媛県、高知県                                                                               |
| 九州支部   | 福岡県、佐賀県、長崎県、熊本県、大分県、宮崎県、鹿児島県、沖縄県                                             |

- 配列は全国地方公共団体コードに基づいている。

### 連盟加盟支部の経緯
戦時中の全日本吹奏楽コンクール中断直前は、北海道・全東北・全関東・全東海・全関西・中国・全九州の各支部が、全日本吹奏楽連盟（当時の名称は大日本吹奏樂聯盟）の下部組織として発足していた。戦後、北海道・東北・関東・東海・全関西・西部と一部呼称を変更し、再発足する。
1956年までは「全関西支部」が、現在の関西・北陸・中国（山口県を除く）・四国支部全体を管轄していた。1957年からは四国4県が独立し「四国支部」となる。北陸3県は1959年の1年間のみ、「全関西支部」より離脱及び東海地区に編入し「東海北陸支部」となった。1960年より「東海支部」と「北陸支部」が分離独立、山口県を除く中国4県が「中国支部」として独立、「全関西支部」を「関西支部」と改称した。1961年からは「関東支部」に所属していた東京都が分離独立し「東京支部」となり、1962年からは「西部支部」に所属していた山口県が「中国支部」に編入した。1982年より「西部支部」は「九州支部」に改称、1995年からは「関東支部」が「東関東支部」と「西関東支部」に分離し、現在に至る。

## 登録加盟団体数
2010年10月1日現在
| 会員連盟   | 小学校 | 中 学 | 高 校 | 大 学 | 職 場 | 一 般 | 合 計  |
| ---------- | ------ | ----- | ----- | ----- | ----- | ----- | ------ |
| 北海道支部 | 125    | 375   | 224   | 24    | 7     | 116   | 871    |
| 東北支部   | 255    | 737   | 391   | 34    | 10    | 197   | 1,624  |
| 東関東支部 | 238    | 1,053 | 516   | 37    | 10    | 221   | 2,075  |
| 西関東支部 | 43     | 782   | 340   | 23    | 5     | 134   | 1,327  |
| 東京支部   | 40     | 610   | 295   | 28    | 14    | 114   | 1,101  |
| 東海支部   | 99     | 858   | 509   | 30    | 12    | 185   | 1,693  |
| 北陸支部   | 21     | 211   | 114   | 14    | 0     | 71    | 431    |
| 関西支部   | 64     | 970   | 532   | 47    | 11    | 350   | 1,974  |
| 中国支部   | 75     | 542   | 297   | 37    | 6     | 112   | 1,069  |
| 四国支部   | 17     | 259   | 119   | 11    | 2     | 53    | 461    |
| 九州支部   | 148    | 791   | 455   | 46    | 11    | 218   | 1,669  |
| 全国合計   | 1,125  | 7,188 | 3,792 | 331   | 88    | 1,771 | 14,295 |

## 主催事業
- 全日本吹奏楽コンクール
- 全日本小学生バンドフェスティバル
- 全日本マーチングコンテスト
- 全日本アンサンブルコンテスト
- 朝日作曲賞
- 全日本吹奏楽連盟作曲コンクール

## かつて主催していた事業
- 全日本吹奏楽祭（1978年～1985年）
- 吹奏楽個人演奏コンクール（1938年～1958年）※1944年より1950年まで中断

## 不祥事
事務局長と事務局次長が9年にわたり総額1億5200万円に及ぶ不正受給を行っていたことが判明した。両名は既に解雇された。連盟は2人に不正受給分の損害賠償を求め東京地裁に提訴。元事務局長側は当時の理事長らが給料の上乗せを認めていたと主張したが、2024年2月21日、東京地裁（須賀康太郎裁判長）は理事長らの承認はなかったと認定し、全額の支払いを命じた。